# «Сиэтл Сихокс» в сезоне 2015
Сороковой сезон (2015—2016 годов) американской футбольной команды «Сиэтл Сихокс» в Национальной футбольной лиге. Шестой сезон под руководством тренера Пита Кэррола. Сихокс провалили попытку стать третьей, в истории НФЛ, командой трижды подряд оказавшейся в Супербоуле. 

## Драфт 2015
Драфт 2015 года стал восьмидесятым по счету ежегодным в истории НФЛ. Впервые данное событие состоялось в Чикаго, предыдущие же пятьдесят драфтов проходили в Нью-Йорке (с 1965 года).
| Раунд | Выбор | Игрок           | Позиция | Колледж                 |
| ----- | ----- | --------------- | ------- | ----------------------- |
| 2     | 63    | Frank Clark     | DE      | Мичиганский университет |
| 3     | 69    | Tyler Lockett   | WR      | Kansas State            |
| 4     | 130   | Terry Poole     | OT      | San Diego State         |
| 4     | 134   | Mark Glowinski  | G       | West Virginia           |
| 5     | 170   | Tye Smith       | CB      | Towson                  |
| 6     | 209   | Obum Gwacham    | DE      | Oregon State            |
| 6     | 214   | Kristjan Sokoli | DT      | Buffalo                 |
| 7     | 248   | Ryan Murphy     | CB      | Oregon State            |

### Обмен
- В первом раунде «ястребы» обменяли Макса Унгера (Max Unger), играющего на позиции центра, на пик в четвёрго рауда — Джимми Грэма (Jimmy Graham), тайтэнда команды New Orleans Saints.

## Ростер
| Нападение                                   | Нападение                                                                                                   | Нападение | Нападение                                                   | Нападение |
| Квотербеки                                  | Раннинбеки                                                                                                  | Wide receivers | Tight ends                                                  | Offensive linemen |
| ------------------------------------------- | --- | --- | ----------------------------------------------------------- | --- |
| - (7) Tarvaris Jackson - (3) Расселл Уилсон | - (40) Derrick Coleman FB - (22) Fred Jackson - (24) Маршон Линч - (34) Thomas Rawls - (46) Will Tukuafu FB | - (89) Doug Baldwin - (5) B. J. Daniels - (15) Jermaine Kearse - (16) Tyler Lockett - (83) Ricardo Lockette - (13) Chris Matthews | - (88) Джимми Грэм - (84) Cooper Helfet - (82) Luke Willson | - (78) Alvin Bailey G/T - (68) Justin Britt G - (79) Garry Gilliam T - (63) Mark Glowinski G - (61) Lemuel Jeanpierre C - (65) Patrick Lewis C - (62) Drew Nowak C - (76) Russell Okung T - (67) Kristjan Sokoli C - (64) J. R. Sweezy G |

| Защита | Защита | Защита | Защита                                                           |
| Defensive linemen | Лайнбэкеры | Defensive backs | Спец. команды                                                    |
| --- | --- | --- | ---------------------------------------------------------------- |
| - (56) Cliff Avril DE - (72) Michael Bennett DE - (55) Frank Clark DE - (95) Demarcus Dobbs DE - (97) Jordan Hill DT - (93) David King DE - (91) Cassius Marsh DE - (92) Brandon Mebane DT - (77) Ahtyba Rubin DT | - (52) Brock Coyle MLB - (51) Bruce Irvin OLB - (57) Mike Morgan OLB - (58) Kevin Pierre-Louis OLB - (47) Eric Pinkins LB - (41) Alex Singleton OLB - (54) Bobby Wagner MLB - (50) K. J. Wright OLB | - (37) Dion Bailey SS - (21) Will Blackmon CB - (28) Marcus Burley CB - (31) Kam Chancellor SS - (19) Douglas McNeil III CB - (2) Keenan Lambert SS - (42) Ronald Martin FS - (36) Ryan Murphy FS - (39) Mohammed Seisay CB - (35) DeShawn Shead SS - (25) Richard Sherman CB - (27) Tharold Simon CB - (22) Tye Smith CB - (23) Steven Terrell FS - (29) Earl Thomas FS - (26) Cary Williams CB | - (49) Clint Gresham LS - (4) Steven Hauschka K - (9) Jon Ryan P |

| Запасные                                                                                        |
| ----------------------------------------------------------------------------------------------- |
| - (42) Brandon Cottom FB - (20) Jeremy Lane CB - (10) Paul Richardson WR - (38) Triston Wade FS |

## Расписание игр

### Предсезонные игры
До старта регулярного сезона «Сихокс» провели четыре предсезонные игры. Три из которых состоялись во второй половине августа, а одна в начале сентября. Оппонентами стали команды из Западного Дивизиона АФК.
| Неделя | Дата       | Оппонент           | Результат | Серия | Место проведения  | NFL.com                                                    |
| ------ | ---------- | ------------------ | --------- | ----- | ----------------- | ---------------------------------------------------------- |
| 1      | 14 августа | Денвер Бронкос     | П 20-22   | 0-1   | CenturyLink Field | отчёт Архивная копия от 4 сентября 2015 на Wayback Machine |
| 2      | 21 августа | Канзас-Сити Чифс   | П 13-14   | 0-2   | Arrowhead Stadium | отчёт Архивная копия от 5 сентября 2015 на Wayback Machine |
| 3      | 29 августа | Сан-Диего Чарджерс | В 16-15   | 1-2   | Qualcomm Stadium  | отчёт Архивная копия от 5 сентября 2015 на Wayback Machine |
| 4      | 3 сентября | Окленд Рэйдерс     | В 31-21   | 2-2   | CenturyLink Field | отчёт Архивная копия от 5 сентября 2015 на Wayback Machine |

### Регулярный сезон
| Неделя | Дата          | Время         | Оппонент                    | Результат     | Серия         | Место проведения              | TV            | NFL.com                                                     |
| ------ | ------------- | ------------- | --------------------------- | ------------- | ------------- | ----------------------------- | ------------- | ----------------------------------------------------------- |
| 1      | 13 сентября   | 10:00 PDT     | Сент-Луис Рэмс              | П 31-34 (OT)  | 0-1           | Edward Jones Dome             | Fox           | отчёт Архивная копия от 9 сентября 2015 на Wayback Machine  |
| 2      | 20 сентября   | 17:30 PDT     | Грин-Бей Пэкерс             | П 17-27       | 0-2           | Lambeau Field                 | NBC           | отчёт Архивная копия от 5 сентября 2015 на Wayback Machine  |
| 3      | 27 сентября   | 13:25 PDT     | Чикаго Беарз                | В 26-0        | 1-2           | CenturyLink Field             | CBS           | отчёт Архивная копия от 7 сентября 2015 на Wayback Machine  |
| 4      | 5 октября     | 17:30 PDT     | Детройт Лайонс              | В 13-10       | 2-2           | CenturyLink Field             | ESPN          | отчёт Архивная копия от 6 сентября 2015 на Wayback Machine  |
| 5      | 11 октября    | 10:00 PDT     | Цинциннати Бенгалс          | П 24-27 (OT)  | 2-3           | Paul Brown Stadium            | Fox           | отчёт Архивная копия от 5 сентября 2015 на Wayback Machine  |
| 6      | 18 октября    | 13:05 PDT     | Каролина Пэнтерс            | П 23-27       | 2-4           | CenturyLink Field             | Fox           | отчёт Архивная копия от 26 октября 2015 на Wayback Machine  |
| 7      | 22 октября    | 17:25 PDT     | Сан-Франциско Форти Найнерс | В 20-3        | 3-4           | Levi's Stadium                | CBS/NFLN      | отчёт Архивная копия от 5 сентября 2015 на Wayback Machine  |
| 8      | 1 ноября      | 13:25 PST     | Даллас Ковбойз              | В 13-12       | 4-4           | AT&T Stadium                  | Fox           | отчёт Архивная копия от 5 сентября 2015 на Wayback Machine  |
| 9      | Неделя отдыха | Неделя отдыха | Неделя отдыха               | Неделя отдыха | Неделя отдыха | Неделя отдыха                 | Неделя отдыха | Неделя отдыха                                               |
| 10     | 15 ноября     | 17:30 PST     | Аризона Кардиналс           | L 32-39       | 4-5           | CenturyLink Field             | NBC           | отчёт Архивная копия от 5 сентября 2015 на Wayback Machine  |
| 11     | 22 ноября     | 13:25 PST     | Сан-Франциско Форти Найнерс | В 29-13       | 5-5           | CenturyLink Field             | Fox           | отчёт Архивная копия от 8 сентября 2015 на Wayback Machine  |
| 12     | 29 ноября     | 13:25 PST     | Питтсбург Стилерз           | В 39-30       | 6-5           | CenturyLink Field             | CBS           | отчёт Архивная копия от 21 сентября 2015 на Wayback Machine |
| 13     | 6 декабря     | 10:00 PST     | Миннесота Вайкингс          | В 38-7        | 7-5           | TCF Bank Stadium              | Fox           | отчёт Архивная копия от 12 января 2016 на Wayback Machine   |
| 14     | 13 декабря    | 17:30 PST     | Балтимор Рэйвенс            | В 35-6        | 8-5           | M&T Bank Stadium              | NBC           | отчёт Архивная копия от 10 сентября 2015 на Wayback Machine |
| 15     | 20 декабря    | 13:05 PST     | Кливленд Браунс             | В 30-13       | 9-5           | CenturyLink Field             | Fox           | отчёт Архивная копия от 5 сентября 2015 на Wayback Machine  |
| 16     | 27 декабря    | 13:25 PST     | Сент-Луис Рэмс              | П 17-23       | 9-6           | CenturyLink Field             | Fox           | отчёт Архивная копия от 6 сентября 2015 на Wayback Machine  |
| 17     | 3 января      | 13:25 PST     | Аризона Кардиналс           | В 36-6        | 10-6          | University of Phoenix Stadium | Fox           | отчёт Архивная копия от 6 сентября 2015 на Wayback Machine  |

- Примечание: Оппоненты по дивизиону выделены жирным текстом.

## Дивизион
По результатам регулярного сезона Сихокс заняли второе место в западном дивизионе НФК, с результатом 10-6. Внутри дивизиона сыграла ровно, со счётом 3-3. Команда дважды обыграла San Francisco 49ers, дважды проиграла St. Louis Rams и выиграла и проиграла Аризона Кардиналс.
| НФК Запад                   | НФК Запад | НФК Запад | НФК Запад | НФК Запад | НФК Запад | НФК Запад | НФК Запад | НФК Запад | НФК Запад |
| просмотр обсуждение править | В         | П         | Н         | %         | DIV       | CONF      | PF        | PA        | STK       |
| --------------------------- | --------- | --------- | --------- | --------- | --------- | --------- | --------- | --------- | --------- |
| (2) Аризона Кардиналс       | 13        | 3         | 0         | .813      | 4–2       | 10–2      | 489       | 313       | П1        |
| (6) Сиэтл Сихокс            | 10        | 6         | 0         | .625      | 3–3       | 7–5       | 423       | 277       | В1        |
| Сент-Луис Рэмс              | 7         | 9         | 0         | .438      | 4–2       | 6–6       | 280       | 330       | П1        |
| Сан-Франциско Форти Найнерс | 5         | 11        | 0         | .313      | 1–5       | 4–8       | 238       | 387       | В1        |

## Конференция
| \| \| НФК \|                           | \| \| НФК \|                | \| \| НФК \| | \| \| НФК \| | \| \| НФК \| | \| \| НФК \| | \| \| НФК \| | \| \| НФК \| | \| \| НФК \| | \| \| НФК \| | \| \| НФК \| | \| \| НФК \| | \| \| НФК \| |
| #                                      | Команда                     | Дивизион     | В            | П            | Н            | %            | DIV          | CONF         | PF           | PA           | PD           | STK          |
| -------------------------------------- | --------------------------- | ------------ | ------------ | ------------ | ------------ | ------------ | ------------ | ------------ | ------------ | ------------ | ------------ | ------------ |
| Лидеры дивизионов                      |                             |              |              |              |              |              |              |              |              |              |              |              |
| 1                                      | Каролина Пэнтерс            | Юг           | 15           | 1            | 0            | .938         | 5-1          | 11-1         | 500          | 308          | +192         | В1           |
| 2                                      | Аризона Кардиналс           | Запад        | 13           | 3            | 0            | .813         | 4-2          | 10-2         | 489          | 313          | +76          | П1           |
| 3                                      | Миннесота Вайкингс          | Север        | 11           | 5            | 0            | .688         | 5-1          | 8-4          | 365          | 302          | +63          | В3           |
| 4                                      | Вашингтон Редскинз          | Восток       | 9            | 7            | 0            | .563         | 4-2          | 8-4          | 388          | 379          | +9           | В4           |
| Претендующие на Wild Card              |                             |              |              |              |              |              |              |              |              |              |              |              |
| 5                                      | Грин-Бей Пэкерс             | Север        | 10           | 6            | 0            | .625         | 3-3          | 7-5          | 368          | 323          | +45          | П2           |
| 6                                      | Сиэтл Сихокс                | Запад        | 10           | 6            | 0            | .625         | 3-3          | 7-5          | 423          | 277          | +146         | В1           |
| Догоняющие команды                     |                             |              |              |              |              |              |              |              |              |              |              |              |
| 7                                      | Атланта Фэлконс             | Юг           | 8            | 8            | 0            | .500         | 1-5          | 5-7          | 339          | 345          | −6           | П1           |
| 8                                      | Сент-Луис Рэмс              | Запад        | 7            | 9            | 0            | .438         | 4-2          | 6-6          | 280          | 330          | −50          | П1           |
| 9                                      | Детройт Лайонс              | Север        | 7            | 9            | 0            | .438         | 3-3          | 6-6          | 358          | 400          | −42          | В3           |
| 10                                     | Филадельфия Иглз            | Восток       | 7            | 9            | 0            | .438         | 3-3          | 4-8          | 377          | 430          | −53          | В1           |
| 11                                     | Нью-Орлеан Сэйнтс           | Юг           | 7            | 9            | 0            | .438         | 3-3          | 5-7          | 408          | 476          | −68          | В2           |
| 12                                     | Нью-Йорк Джайентс           | Восток       | 6            | 10           | 0            | .375         | 2-4          | 4-8          | 420          | 442          | −22          | П3           |
| 13                                     | Чикаго Беарз                | Север        | 6            | 10           | 0            | .375         | 1-5          | 3-9          | 335          | 397          | −62          | П1           |
| 14                                     | Тампа-Бэй Бакканирс         | Юг           | 6            | 10           | 0            | .375         | 3-3          | 5-7          | 342          | 417          | −75          | П4           |
| 15                                     | Сан-Франциско Форти Найнерс | Запад        | 5            | 11           | 0            | .313         | 1-5          | 4-8          | 238          | 387          | −149         | В1           |
| 16                                     | Даллас Ковбойз              | Восток       | 4            | 12           | 0            | .250         | 3-3          | 3-9          | 275          | 374          | −99          | П4           |
| Сноски                                 |                             |              |              |              |              |              |              |              |              |              |              |              |
|                                        |                             |              |              |              |              |              |              |              |              |              |              |              |
| Перейти к шаблону «Позиции в НФК 2015» | НФК                         |              |              |              |              |              |              |              |              |              |              |              |

## Плей-офф
| Стадия            | Дата           | Оппонент (посев)       | Результат | Рекорд | Стадион                 | Обзор                                                     |
| ----------------- | -------------- | ---------------------- | --------- | ------ | ----------------------- | --------------------------------------------------------- |
| Уайлд-Кард        | 10 января 2016 | Миннесота Вайкингс (3) | 10–9      | 1–0    | TCF Bank Stadium        | Recap Архивная копия от 25 января 2020 на Wayback Machine |
| Дивизионный раунд | 17 января 2016 | Каролина Пэнтерс (1)   | 24–31     | 1–1    | Bank of America Stadium | Recap Архивная копия от 19 января 2016 на Wayback Machine |